# Sceleuthrix tetraspilaria
Sceleuthrix tetraspilaria är en fjärilsart som beskrevs av Eugen Wehrli 1924. Sceleuthrix tetraspilaria ingår i släktet Sceleuthrix och familjen mätare. Inga underarter finns listade.